# 弗拉塞 (科多尔省)
弗拉塞（法語：Flacey，法語發音：[flasɛ]）是法国科多尔省的一个市镇，属于第戎区。

## 地理
弗拉塞（47°25'47"N, 5°8'55"E）面积6.79 平方千米，位于法国勃艮第-弗朗什-孔泰大區科多尔省，该省份为法国中东部省份，北起奥布省，西接涅夫勒省和约讷省，南至索恩-卢瓦尔省，东南接汝拉省，东临上索恩省，东北部与上马恩省接壤。
与弗拉塞接壤的市镇（或旧市镇、城区）包括：皮尚日、圣于连、克莱奈、斯普瓦、热莫、马尔萨奈勒布瓦。

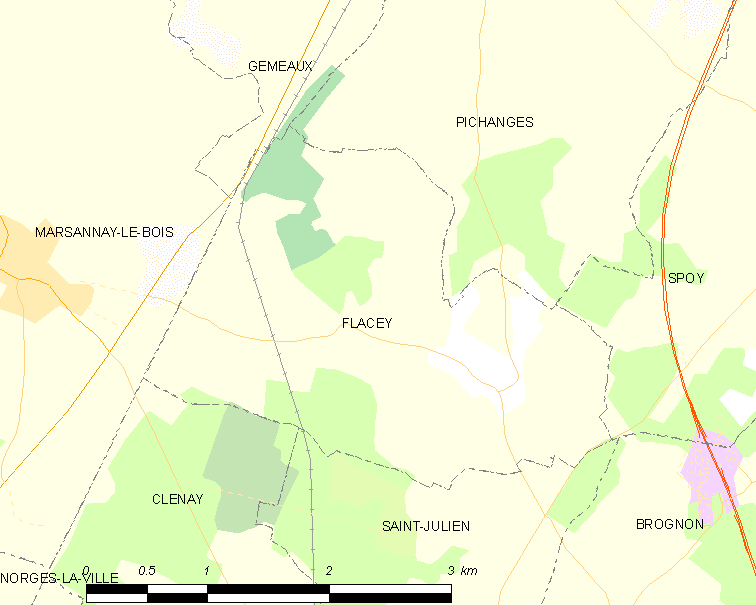
的OSM定位图

弗拉塞的时区为UTC+01:00、UTC+02:00（夏令时）。

## 行政
弗拉塞的邮政编码为21490，INSEE市镇编码为21266。

## 政治
弗拉塞所属的省级选区为方丹莱第戎县。

## 人口

1962-2008年间人口变化图示

弗拉塞于2022年1月1日时的人口数量为210人。